# 世界主要平原列表
平原是海拔较低的平坦的广大地区，海拔较高的称为高原。世界主要的平原有：
- 波德平原（中欧平原）
- 东欧平原
- 东西伯利亚平原
- 北西伯利亚平原
- 西西伯利亚平原
  - 巴拉巴平原
  - 伊希姆平原
- 里海沿岸平原
- 图兰平原
- 东北平原
  - 三江平原
  - 松嫩平原
  - 遼河平原
- 华北平原
  - 黄河三角洲
- 渭河平原・关中平原
- 长江中下游平原
  - 长江三角洲
  - 太湖平原
  - 鄱阳湖盆地
  - 兩湖盆地
- 宁夏平原
- 成都平原
- 恒河平原
  - 恒河三角洲
- 印度河平原
- 美索不达米亚平原
- 湄公河平原
  - 湄公河三角洲
- 关东平原
- 珠江三角洲

## 北美洲
- 密西西比平原
  - 密西西比河三角洲
- 大平原（西部平原）
- 大洋西岸平原

## 南美洲
- 亚马逊平原
  - 亚马逊河三角洲
- 拉普拉塔平原
  - 潘帕斯平原
  - 大查科平原

## 澳洲
- 卡奔塔利亚平原
- 墨累河平原
- 纳勒博平原 Nullarbor Plain

## 非洲
- 尼罗河三角洲